# Cyclamen abchasicum
Cyclamen abchasicum is een plant van het geslacht Cyclamen die, zoals zijn naam het zegt, inheems is in Abchazië (West-Georgië). De plant is pas als soort beschreven in 1960. Hij werd eerder beschouwd als een variëteit van Cyclamen coum (C. coum var. abchasicum Medw. ex Kusn.). 
... · 
C. abchasicum · 
C. africanum · 
C. alpinum · 
C. balearicum · 
C. cilicium · 
C. colchicum · 
C. coum (Rondbladige cyclaam) · 
C. creticum · 
C. cyprium · 
C. elegans · 
C. graecum · 
C. hederifolium (Napolitaanse cyclaam) · 
C. intaminatum · 
C. libanoticum · 
C. mirabile · 
C. persicum · 
C. pseudibericum · 
C. parviflorum · 
C. purpurascens (Alpenviooltje) · 
C. repandum · 
C. rhodium · 
C. rohlfsianum · 
C. somalense · 
...